# Ламотт-дю-Рон
Ламо́тт-дю-Рон (фр. Lamotte-du-Rhône) — коммуна во французском департаменте Воклюз региона Прованс — Альпы — Лазурный Берег. Относится к кантону Боллен.

## Географическое положение

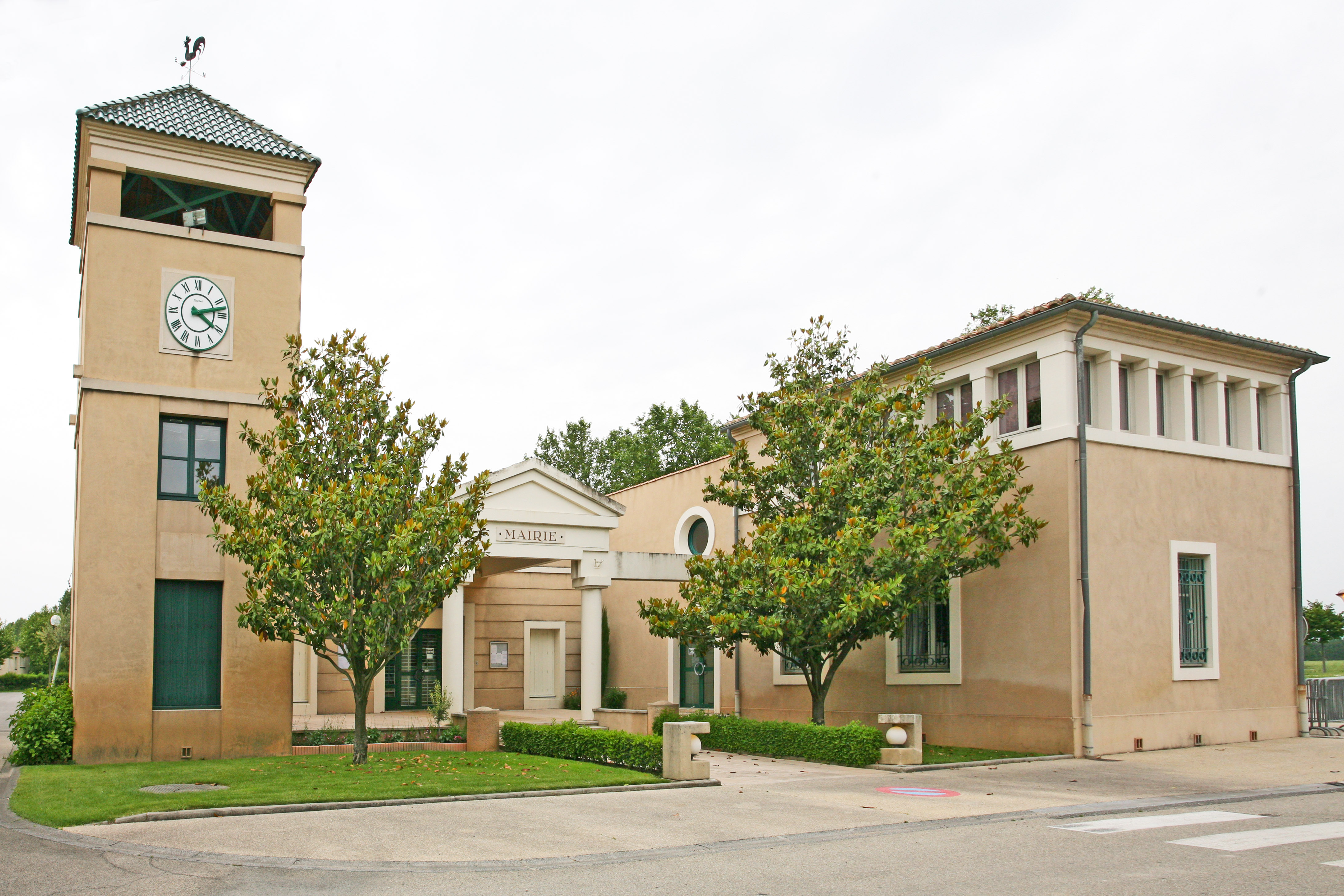
Мэрия.

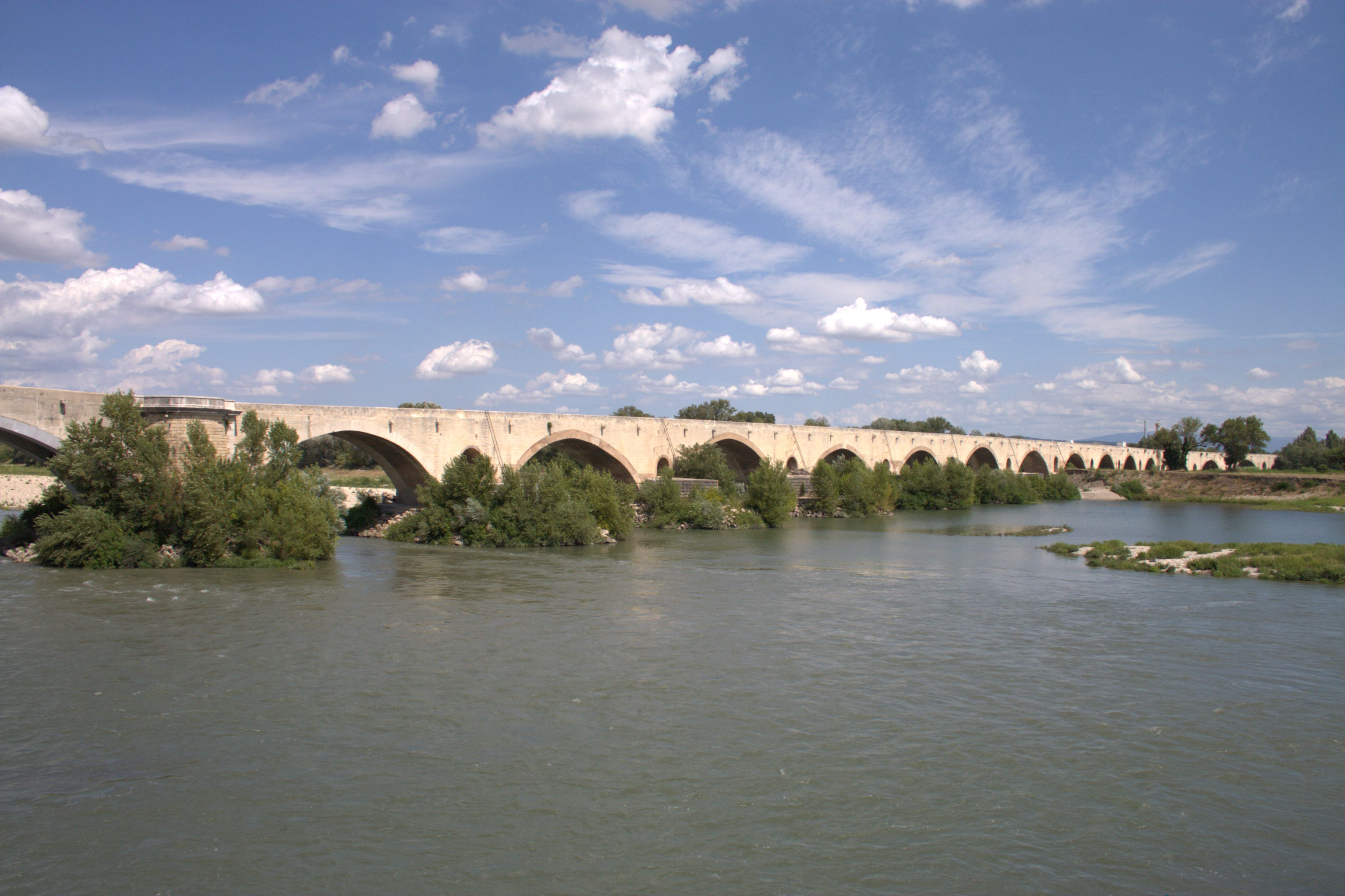
Мост Сент-Эспри.

Ламотт-дю-Рон расположен в 37 км к северу от Авиньона. Соседние коммуны: Лапалю на севере, Боллен на востоке, Мондрагон на юго-востоке, Пон-Сент-Эспри на западе.

## Демография
Население коммуны на 2010 год составляло 407 человек.
| 1962 | 1968 | 1975 | 1982 | 1990 | 1999 | 2010 |
| ---- | ---- | ---- | ---- | ---- | ---- | ---- |
| 353  | 397  | 385  | 372  | 358  | 415  | 407  |

## Достопримечательности
- Мост Сент-Эспри, сооружён в 1265—1309 годы братом Людовика IX Альфонсом де Пуатье, старейший мост через Рону, соединяющий Прованс и Лангедок. Он соединяет Пон-Сент-Эспри и Ламотт-дю-Рон.
- Крепость Бати-Рейно.
- Церковь Нотр-Дам-д’Ассомпсьон.